# بيرفلدن
بيرفلدن (بالألمانية: Beerfelden) هي بلدة، Gemarkung، مدينة و بلدة ألمانية تقع في ألمانيا في Odenwaldkreis. يقدر عدد سكانها بـ 6,790 نسمة .

## المدن التوأمة
مدن Trévignin و Schönheide هي مدن توأمة لـبيرفلدن.